# 청도 석빙고
청도 석빙고(淸道 石氷庫)는 대한민국 경상북도 청도군에 있는 조선시대의 석빙고이다. 1963년 1월 21일 대한민국의 보물 제323호로 지정되었다.

## 개요
석빙고는 얼음을 저장하기 위해 땅을 파고 만들어둔 창고이다.
양쪽 벽을 이어주던 반원아치 형태의 홍예(虹霓)가 4군데 남아있을 뿐 천장은 완전히 무너져 불완전한 상태이다. 하지만 지금까지 남아있는 우리나라 석빙고 가운데 경주 석빙고(보물 제66호) 다음으로 큰 규모이고 쌓은 연대도 오래된 것이다.
동·서로 뻗은 긴 구조로, 서쪽에 문을 두었으며 계단을 따라 안으로 들어가면 경사진 바닥이 보인다. 가운데에는 물이 빠지는 길을 두고 동쪽에 구멍을 만들어, 석빙고 밖의 작은 개울로 물이 빠지도록 하였다. 환기 구멍을 뚫어 놓았던 것으로 예상되지만 현재는 어디인지 찾을 수가 없다.
석빙고의 입구 왼쪽에는 석비(石碑)가 서 있는데, 앞면에는 공사에 동원된 인원수·쓰인 자료·비용 등을 기록해 놓았고, 뒷면에는 비를 세운 날짜와 함께 관계된 사람들의 이름을 적어놓았다. 그 중에 ‘계사(癸巳)년’이라는 기록이 있어 조선 숙종 39년(1713)에 만들어진 것으로 짐작된다.

## 같이 보기
- 석빙고

## 참고 자료
- 청도 석빙고 - 국가유산청 국가유산포털